# E-bandage
E-bandage é uma bandagem curativa autoalimentada que gera um campo elétrico sobre uma lesão, reduzindo o tempo de cicatrização das feridas cutâneas.  Feridas cobertas por bandagens eletrônicas fecharam dentro de 3 dias, em comparação com 12 dias para uma bandagem de controle sem campo elétrico. Os pesquisadores atribuem a cicatrização mais rápida de feridas a uma maior migração, proliferação e diferenciação de fibroblastos induzida pelo campo elétrico.